# タクシン・シナワット
- タクシン・シナワット
- タクシン・チナワット

タクシン・シナワット（タイ語: ทักษิณ ชินวัตร, 発音: [tʰáksǐn tɕʰinnawát] ( 聞く), 英語: Thaksin Shinawatra、漢字名：丘 達新 1949年7月26日 - ）は、客家華系タイ人の実業家、政治家。タイ王国第31代首相、元人民代表院議員（下院議員）、マンチェスター・シティFC元会長、元警察官僚、拓殖大学客員教授。タイ北部のチエンマイの出身で、華僑系の名門シナワット家の出である。第36代首相のインラック・シナワットは妹。第39代首相のペートンターン・シナワットは次女。
「タクシン」の綴りは (ทักษิณ) であり、トンブリー王朝の「タークシン (ตากสิน)」と異なる。あだ名はメーオ（モン族の意）。

## 来歴

### 警察官時代
タクシンはタイ王国警察士官学校第26期を首席で卒業し、1973年内務省警察局（現在の首相府警察局）に警察少尉として任官する。当初は国境警備隊に所属していたが、半年後局内でアメリカ留学の機会を得て渡米。イースタン・ケンタッキー大学で刑事司法修士をわずか4ヶ月で終え帰国。1976年に警察中将の娘ポチャマーン・ダーマーポン（พจมาน ดามาพงศ์, Potjaman Damapong）と結婚し、同年再び渡米。1978年（タイ仏歴2521年）、サム・ヒューストン州立大学で刑事司法博士(doctor of criminal justice)を取得して首都警察参謀局政策企画副局代理顧問の地位に就いた。
警察官僚としての彼の最終的な階級は警察中佐（พ.ต.ท.）で、軍人や警察官は退役・退官しても終生その階級を名前に冠するタイの慣習に基づき、首相在任時から2015年9月5日までタイでの呼び名は「タクシン・チナワット警察中佐」（พันตำรวจโท ทักษิณ ชินวัตร）であった。タイの公務員、とくに警察官は非常に給料が低く、そのため彼は以前から副業を持っていたが、こういった例はそれほど珍しいものではない。
なお、2015年9月6日をもって、プラユット政権による暫定憲法44条の行使で、タクシンの警察中佐の階級は剥奪された。

### 企業家時代
副業としてまずシルク販売を行った。この他、移動映画などの事業を行い、巨額の富を稼ぎ出した。しかし、この次は不動産会社を設立し、コンドミニアム販売に失敗。彼の企業は一挙に5000万バーツ（日本円で約1億5000万円）の負債を抱え込んだ。
事態打開のために今度は警察向けにコンピュータを貸し出すサービスを開始するが、バーツ切り下げによって、さらなる赤字を生み出し2億バーツ（日本円で6億円）とも言われる赤字を生み出した。その後タクシンは数々の企業に手を出すがどれも大した業績を上げることがなかった。
1986年4月24日（タイ仏歴2529年）、タクシンは携帯電話サービスの営業権を政府から獲得してAISという携帯電話会社を立ち上げた。この企業は成功を収め、タイでの携帯電話の普及に伴って黒字を拡大し、タイを代表するコミュニケーション会社となった。今ではチナワット家はタイ国一の富豪と言われる。この後、1987年（タイ仏歴2530年）、警察を辞職し、シナワトラ・コンピューター・アンド・コミュニケーションズ社（注：英語直訳、現シン・コーポレーション社）を設立し、警察時代のコネクションを生かして警察機関にコンピュータの貸し出しを行った。

### 政治家時代
タクシンは1994年パランタム党に入党し、政治活動を始めた。その後外務大臣に任命されるが、タイの憲法では大企業の株主は大臣になれないため辞職した。そのため、株の名義を妻や、自分の運転手名義に書き換え（後に所得隠しとの批判を受ける）、関連会社の名前に「チナワット」とあるのをすべて「シン」と書き変えた。しかし、パランタム党はこの後1997年内部崩壊したため、翌年タクシンは、タイ愛国党を創設し、2001年（タイ仏歴2544年）政権に就いた。
政治家時代は自己の出身地であるタイ北部の利権を拡大する政策をおこなっていたため、タイ中部及び南部貧困層の激しい反発を受け、後のクーデターにつながることになる。また、低額の医療制度などばらまき的な手法で低所得層から人気を博した一方、軍や官僚など旧来のエリート層と対峙した。また、タクシン政権では、旧タイ国共産党の関係者が少なくなかったことを根拠にタイの君主制を秘密裏に転覆させようと企んでると主張するフィンランド・プロットと呼ばれる陰謀論を反タクシン派（民主市民連合）のソンティ・リムトーングンが流布させていたため、政権期間中にタクシンは王室への忠誠を強調せざるを得なくなった。

### 辞任要求デモと退陣
2006年1月、タクシン一族はシン・コーポレーションをシンガポールの会社に733億バーツで売却した。この売却益に対する課税が節税工作により2500万バーツにすぎなかったため批判を浴びた。タクシンは国民の信を問うために2月24日に下院を解散した。3月になりバンコクで退陣を求めるデモが活発化した。4月2日に総選挙が行われたが野党はボイコットし、白票が相次いだ。与党が勝利したものの、400選挙区中39選挙区で有効票が規定に達しなかったため再選挙が決定した。
日本時間2006年4月4日午後11時に国王に退陣を表明、次期首相が決まるまで休養に入った。当面の間、首相の職務はチッチャイ・ワンナサティット副首相が代行することとなった。しかし、実際には暫定首相としてタクシン首相が職務を行い国民からの反発を招き、2006年9月19日のクーデターに繋がった。
これ以降、タイではクーデターやデモ、暴動が相次ぎ、今日まで政治混乱が続くことになる。

### 事実上の亡命生活
2006年9月20日、滞在していたニューヨークからロンドンに移動したが、事実上の亡命となった。2008年2月28日にはタイに帰国するも8月には北京オリンピックに出席するとして出国してから帰国せず、その後、2008年11月8日に英国政府がビザの停止を発表。NHKが2009年3月にドキュメンタリー「沸騰都市」で行った電話インタビューでは「所在を転々としている」と明かしていた。
2008年10月に自身の妻の土地取引に関する裁判が行われ、欠席裁判のまま有罪判決を受けている。ともに有罪判決を受けた妻とは同年11月に離婚している。元妻は2011年8月24日に無罪の判決を受けている。このため帰国すれば収監されることになるので、タイに戻れない状態が長く続いた。それでも祖国タイに対して未練があるようで、2011年4月23日にタイ貢献党（新党プアタイ）が開催した党大会にテレビ電話で参加し、声を震わせながら「タイに帰りたい」と語っている。
2009年11月4日、カンボジアのフン・セン首相の経済顧問に就した。フン・センはもともと親タクシン派で、当時のアピシット民主党政権を挑発していたが、これもその一環と思われた。しかしタクシンが実際にカンボジアに滞在することはなく、「職務を遂行することが難しい」という理由で、翌年8月24日に辞任した。
2010年4月の報道では、南東欧モンテネグロの国籍を取得し、同国に滞在中と報じられている。また、その後の報道では中米ニカラグアやアフリカ東部ウガンダの国籍を取得したとも報じられている。2009年にタイ政府発行の一般旅券・外交旅券（パスポート）を剥奪されたので、3か国の旅券を使用しているとみられている。現在はドバイを中心に活動し、モンテネグロ・ニカラグア・ウガンダの旅券を使用して各国を移動しているとみられている。また2011年3月の報道では、反独裁民主戦線（UDD）が19日に行った反政府デモの最中に国際電話で「ヨーロッパの寒い国にいる」と話したと報じられている。その後も反独裁民主戦線（UDD）の反政府デモや抗議集会にテレビ電話やビデオメッセージなどで参加している。
2011年7月3日、母国タイで下院総選挙が行われ、自身の妹であるインラック・シナワットが率いるタイ貢献党が過半数の議席を獲得した。これにより、インラックが首相となることが確実となった。インラックは兄の処遇という問題を抱えることになったが、これに関しては明言を避けた。翌7月4日放送のNHKのニュース番組「ワールドWave」の中でアラブ首長国連邦のドバイでインタビューを受けている様子が放送され、総選挙を控えたタイへの思いを語っている。
2011年8月15日、日本の枝野幸男官房長官は、記者会見でタクシンに対して入国査証（ビザ）を発給したことを明らかにした。日本の出入国管理法では、前科のある人間の入国を認めておらず、タクシンもその対象とされていたが、菅直人内閣のもとで特例措置として入国が認められた。この訪日に関連しては反タクシン派市民団体がバンコクの在タイ日本国大使館へ抗議活動を行った。8月22日に予定通り日本に入国し、滞在中の8月23日、東京都内のホテルで会見を行った。その中で、妹インラックの政権運営には関与しない方針を明らかにしている。また、有罪判決を受けた先の裁判に関しては政治的な目的があったと主張したほか、自らの帰国問題に関してはタイ王国国民の対立の火種になることを懸念し、帰国する考えがないことを明らかにしている。同月28日まで日本に滞在し、東日本大震災からの復興支援のため、東北地方の被災地訪問や村井嘉浩宮城県知事との対談などを行った。なお、この日本訪問に際してモンテネグロのパスポートを使用したことをNHKのインタビューで明かしている。また来日に際しては石井一元自治大臣が身元保証人となった。
2011年9月16日にはカンボジアに入国し、旧知の仲であるフン・セン首相と親交を深めた。同月には首相在任中だった妹インラックやタイ貢献党の下院議員、反独裁民主戦線（UDD）のメンバーも相次いでカンボジアを訪れている。両国間ではカンボジアの世界遺産に登録されたプレアヴィヒア寺院をめぐって、タイとカンボジアの国境紛争が続いていたが、これらの動きによって紛争が解決する可能性が出てきた。
2011年9月21日、国際連合総会出席のためニューヨークに滞在中のユラポン外務大臣は一般旅券を再発給する考えを明らかにした。2011年10月26日、タイ外務省はアラブ首長国連邦のアブダビで一般旅券を再発給した。
2014年のタイ軍事クーデターについては、Twitterで「悲しい」と投稿している。なお、クーデター当日でもある2014年5月22日から数日間、タクシンが私的に日本の東京都を訪れていることが報じられた。クーデター中でも、タクシン元首相を支持する派閥がデモを繰り広げている。特にタクシンが首相在任中に貧困対策に取り組んだことで、強固なタクシン支持者がいるウドーンターニー県を始めとするイーサーン地域では、軍に対して武器使用も辞さないとする強硬派もいる。
2017年8月には妹のインラックが首相時代のコメ買い上げ制度をめぐる裁判の判決公判を前にタイを出国しドバイに逃亡、タクシンと合流を図ったとも報じられた。
2018年2月、3月下旬には妹のインラックとともに来日。二人は国際手配中の身であったが、モンテネグロの日本大使館が国際手配中のインラックとは気づかずにトランジットビザを発給してしまい、二人はプライベートジェットで日本に入国した。これは違法行為であるが日本政府は二人の入国を全く把握できず、警察当局は報道で二人が日本に入国したことを知ったという。3月29日には東京都内で開かれた石井一の著作出版記念パーティーに二人で出席し、銀座での買い物を楽しんだあと4月1日に離日し、北京へ向かった。
2022年7月24日、ドバイで活動中のNHK党の参議院議員(当時)のガーシーこと東谷義和と会談。同年同月8日に遊説中だった自民党の安倍晋三が銃殺された事件について、「本当に残念だ」と安倍元総理の死を悼んだ。

### 帰国後
2023年8月22日、タイ貢献党所属の新首相指名が濃厚であった国会での指名投票を前に首都バンコクに帰国。一時、汚職罪などで拘置所に一時収容された。しかし胸の圧迫感などを訴えたため、23日に拘置所から警察病院に移送された。31日には国王に恩赦を申請した事が明らかにされた。9月1日、国王から恩赦を受け、禁錮8年から1年に減刑されたことが発表された。発表では健康問題などが理由として挙げられている。2024年2月18日に警察病院より仮釈放された。一連の動きは、貢献党より急進的な前進党の人気が高まり第一党となったことに、タクシン派と保守派がともに危機感を持ち、両者間で取引があったものとみられている。
しかし、仮釈放後、タクシンは全国各地を行脚、外交にも関与し始め、タクシン派のセター首相は国防相を非軍人にする、貧困層へのバラまき政策で人気取りを図るなどのタクシン派的政策で親軍保守派の不満が高まっていった。かつて2015年5月の韓国の大手紙・朝鮮日報のインタビューで、妹のインラック首相が失脚した2014年当時のクーデターについて国王の顧問機関である枢密院が支持したとタクシンは発言していた。これが蒸し返される形で2024年5月29日タイ検察当局はこれを不敬罪にあたると判断し、同氏を起訴する方針を表明した。既に4月の内閣改造でセター首相が有罪判決を受けたことのある元顧問弁護士を閣僚に指名したことから親軍保守派政党の上院議員40人が憲法裁判所に憲法上の倫理規定に反するとしてセターの解任を求めていた。政治公共政策研究所のタナポーン・スクリヤル所長は、タクシンに自制を求める圧力だろうとしている。タクシンは容疑を否認したが新型コロナウイルス感染症を理由に出廷せず、起訴手続きは6月18日に延期された。6月18日、タイ検察当局はこの予告の通りタクシンを不敬罪容疑で起訴した。刑事裁判所は同日保釈を認め拘束されることはなかった。同年8月17日にはさらに国王誕生日による恩赦で正式釈放となっている。
同年8月、憲法裁判所の決定を受けてセターは首相を辞任、より急進的な第一党のプラチャーチョン党（国民党とも訳される。前進党を事実上引継いだ政党）に対抗して貢献党と親軍保守派政党は従来からの連立を維持、タクシンの次女（末子）であるペートンターン・シナワットがタイ国新首相となった。

## 政策
タクシンの政策は以下のように極めて特徴的で、自分の出身地タイ北部重視の政治を見せる一方で、経済政策は大胆である。
- 性風俗店の取り締まりや、ナイト・スポットの深夜営業禁止政策
- 麻薬取り締まり強化
- 健康保険制度の整備や30バーツ医療
- 一村一製品運動
- 公的資金を大量に投入する経済政策タクシノミックス（Thaksinomics）
  - 地方における建設やインフラストラクチャー（携帯電話などの情報通信を含む）を中心とした公共事業
- アメリカに対しては友好的な態度をとるが、アメリカの内政干渉的な言動に対しては断固抗議
- 全アジアの統合を目的とした唯一の政府間組織「アジア協力対話」の設立[26]

## 「タイ航空機炎上事件」
詳細はen:Thai Airways International Flight 114を参照。
2001年3月3日に、タイ王国のバンコクのドンムアン空港に駐機していたタイ国際航空のボーイング737-400型機が出発前に突如炎上し、出発の準備をしていた客室乗務員ら8人が死傷した。当初は機材の故障による事故と考えられていたが、タクシン首相が搭乗予定であったこともありテロの可能性も疑われていた。しかし、最終的には原因は特定されていない。